# Nidularia
Nidularia là một chi nấm trong họ Nidulariaceae.

## Hình ảnh

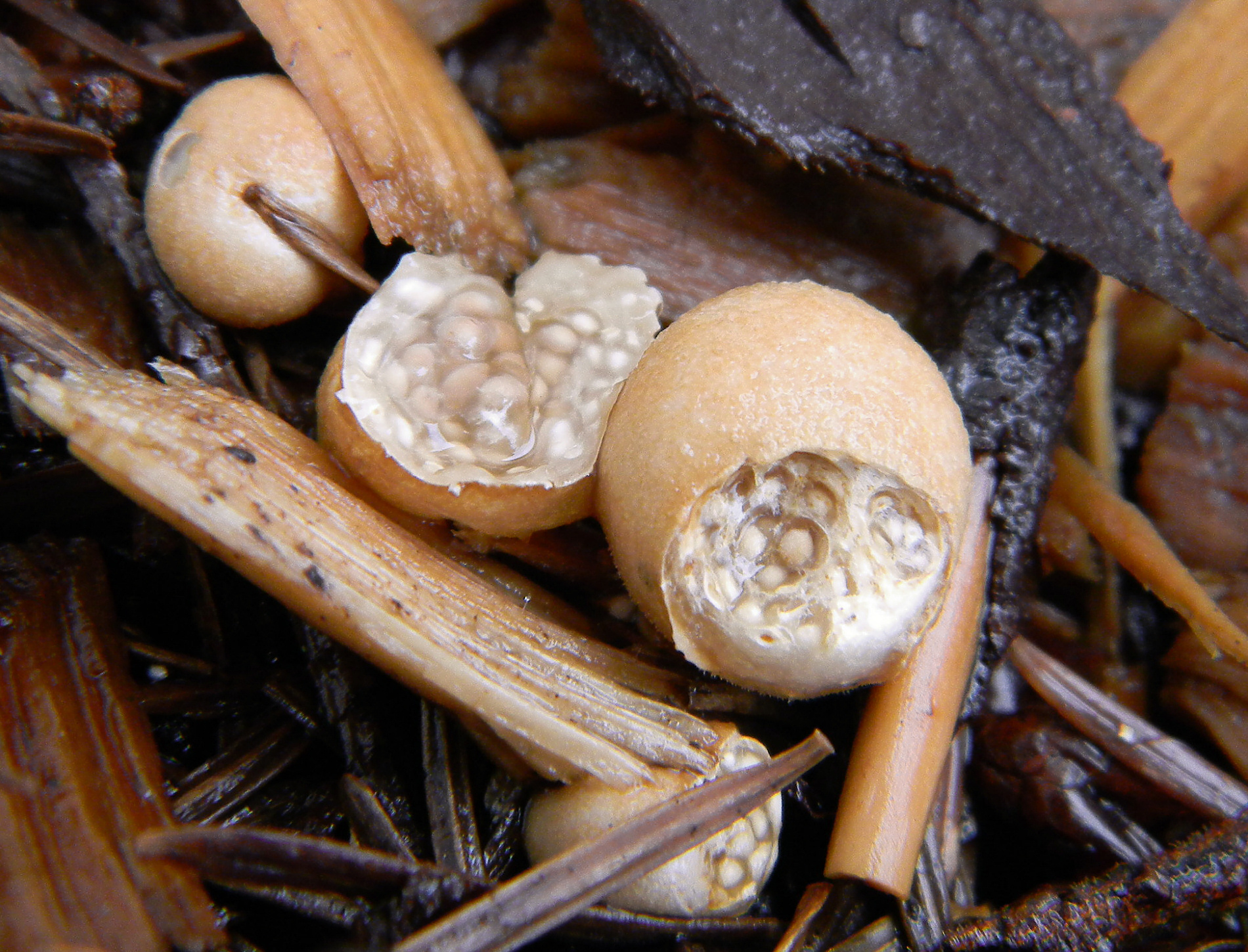